# Пётркув-Трыбунальски
Пётркув-Трыбуна́льски (пол. Piotrków Trybunalski; до середины 1950-х годов в русском языке использовалось название Петроко́в (Piotrków), также Пио́тркув) — город на правах повята в Лодзинском воеводстве современной Польши, расположенный на реке Страве.
На 31 декабря 2010 года,в городе проживало — 77 383 жителя. Площадь поселения 67,27 км².

## История
Древнейшие письменные памятники, в которых упоминается Петроков, относятся к XIII столетию, а в 1306 году он уже был городом. Казимир Великий укрепил и украсил город (окружил каменной стеной, воздвиг каменный собор и около 1319 года построил королевский замок). Петроков, с 1347 года, часто был местом дворянских съездов, а также сеймов (петроковский сейм).
При Ягеллонах здесь собирались польские сеймы и происходили выборы польских королей. На Петроковском сейме 1511 года кошевой Евстафий Дашкевич, выступил с предложением создать на обычном пути вторжения татар, в Польшу, преграду на Днепре. 
В 1518 году в городе был основан «коронный трибунал», который собирался в течение 214 лет. Упадку города много способствовали шведские войны.
По Петроковскому статуту, от 1496 года, уйти из помещичьей деревни имел право только один крестьянин, только одного сына крестьянская семья была вправе отдавать в обучение, а бежавшего крестьянина закон разрешал помещику преследовать, хватать и возвращать назад. Город сильно пострадал во время французских войн 1800 — 1814 годов.
В составе Российской империи был с 1867 года центром Петроковской губернии Царства Польского (Привислинского края).
На начало XX века: 30 824 жителя (перепись 1897 года), до 3000 зданий, 7 костёлов, две православные и единоверческая церковь, синагога; 48 фабрик и заводов с 604 рабочими, производят на 1 062 000 рублей в год. Крупнейшие предприятия — два стекольных завода. три отделения банков. 
Браков в 1900 году заключено 292, родилось 1472, умерло 801. Больниц две на 47 коек. Богадельня, приют, два благотворительных общества, русское и польское. 60 учебных заведений, 2617 учащихся (из них 1682 мальчика и 935 девочек): мужская и женская гимназии, городское училище, 10 начальных школ, две воскресные школы, два еврейских училища, 43 хедера. Библиотека, два книжных магазина, типография, два периодических издания. 
Городские доходы — 71 884 рублей (на 1900 год). Станция Варшаво-Венской железной дороги.
На 1913 год: 36 000 жителей, 13 больниц, 2 средних и 15 начальных школ, 8 промышленных предприятий с 830 рабочими, 5 банков.
В период Первой и Второй мировых войн город был оккупирован Австро-венгерскими и немецко-фашистскими захватчиками. Во Второй мировой освобождён 18 января 1945 года войсками 1-го Украинского фронта РККА ВС Союза ССР. 
На 1952 год: 44 000 жителей, крупный хлопчатобумажный комбинат, стекольные и деревообрабатывающие предприятия.
На 31 декабря 2010 года: 77 383 жителей.

## Образование
В городе функционирует филиал Университета имени Яна Кохановского в Кельце.

## Достопримечательности
- Кладбище советских солдат

## Известные уроженцы и жители
- Вайс, Соломон Иосифович (1886—1968) — советский учёный-медик, стоматолог и одонтолог, доктор медицинских наук, профессор.
- Ровецкий, Стефан (1895—1944) — Главный комендант Армии Крайовой.
- Отоцкий-Закутин, Лев Григорьевич (1905—1977(?)) — философ и писатель русского зарубежья.
- Исраэль Меир Лау (род. в 1937) — главный ашкеназский раввин Израиля (1993—2003), главный раввин Тель-Авива (1988—1993 и с 2005).
- Га́нчар Ма́цей (род. в 1976) — критик немецкой литературы, литературовед, автор публикаций педагогических методик.
- Зиттенфельд, Станислав (1865—1902) — польский и французский шахматист.
- Левенфиш, Григорий Яковлевич (1889—1961) — российский и советский шахматист, двукратный чемпион СССР, международный гроссмейстер.
- Трынкевич, Мариуш (1962—2025) — польский серийный убийца и сексуальный маньяк.

## Внешние отношения
Ниже приведён список городов-побратимов и городов-партнёров Пётркува-Трыбунальского:

### Города-побратимы
- Эслинген-на-Неккаре, Германия (25 сентября 1992)
- Ровно, Украина (7 июня 1997)
- Мошонмадьяровар, Венгрия (6 августа 2001)
- Мариямполе, Литва (14 сентября 2002)
- Вьенна, Франция (2 июля 2005)
- Нит-Порт-Толбот, Великобритания (22 сентября 2007)
- Жагубица, Сербия (7 октября 2011)
- Нес-Циона, Израиль (12 сентябрь 2016)

### Города-партнёры
- Веленье, Словения (24 марта 1998)
- Схидам, Нидерланды
- Удине, Италия

## Галерея

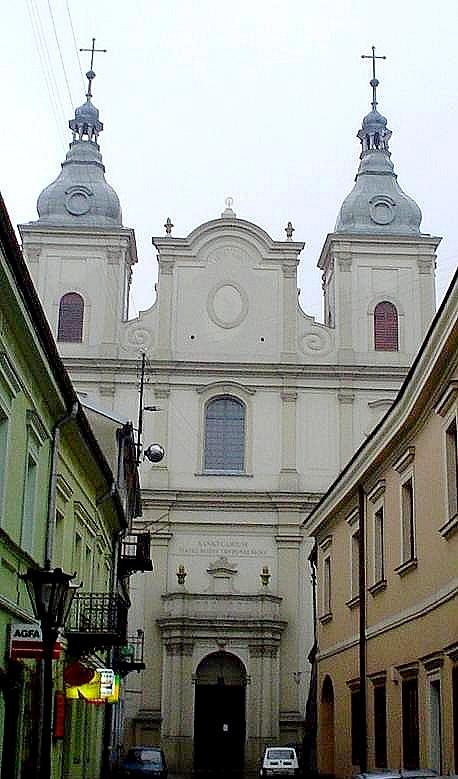
Костёл иезуитов
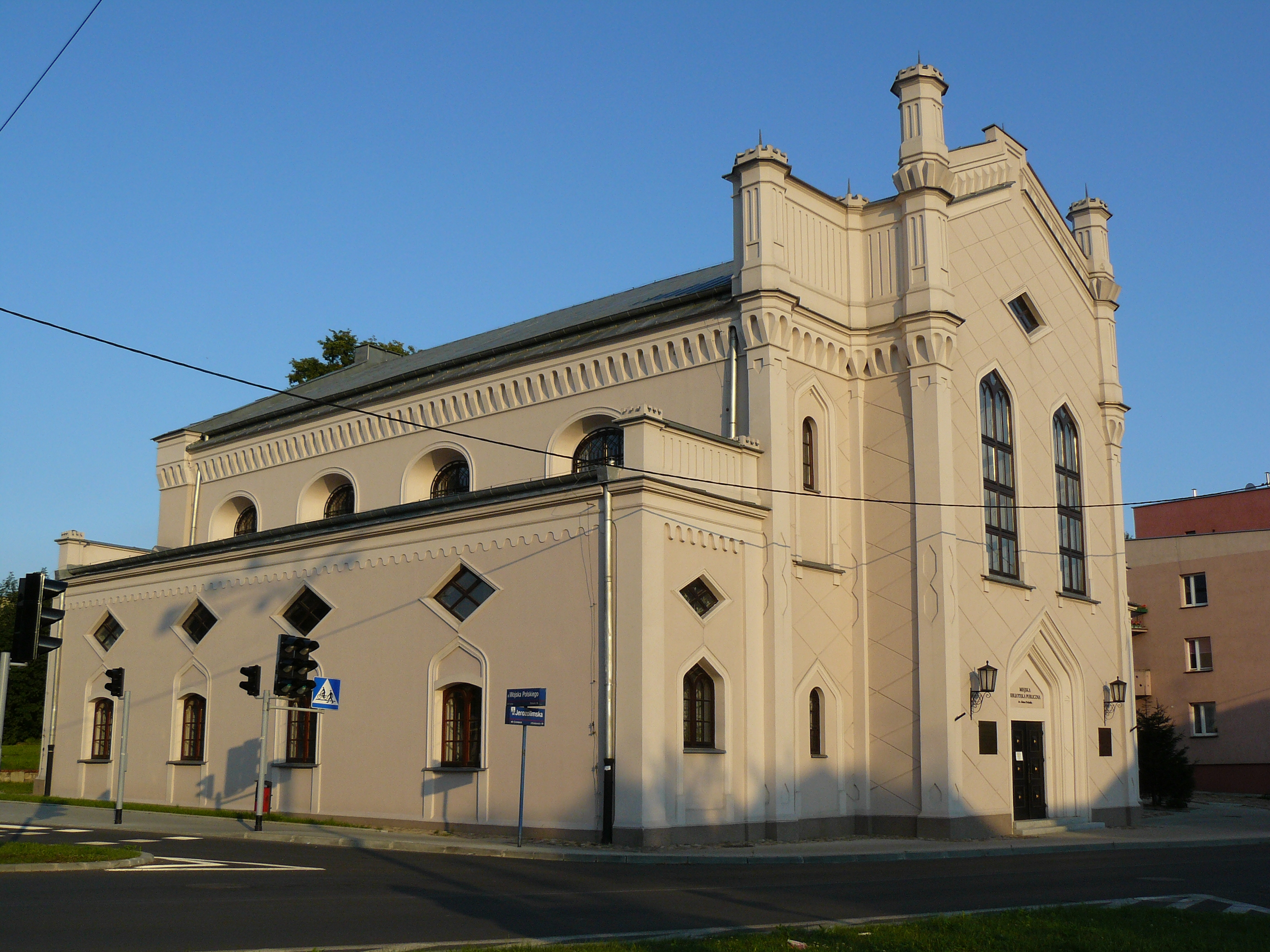
Главная синагога Пётркув-Трыбунальски (1791—1793) (ныне городская библиотека)
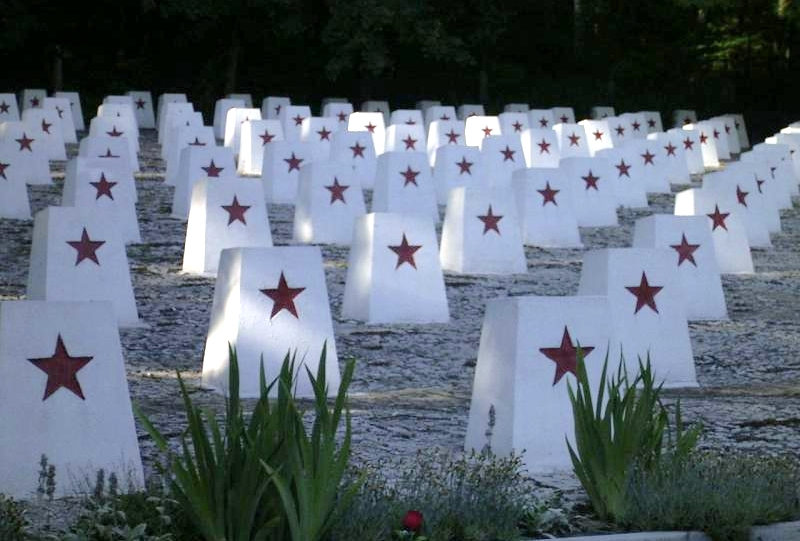
Кладбище советских солдат